# 戈尔日 (索姆省)
戈尔日（法語：Gorges，法語發音：[ɡɔʁʒ] ⓘ）是法国上法蘭西大區索姆省的一个市镇，属于亚眠区。

## 地理
戈尔日（50°6'38"N, 2°10'39"E）面积4.87 平方千米，位于法国上法蘭西大區索姆省，该省份为法国北部沿海省份，北起加来海峡省和北部省，西接滨海塞纳省和大西洋英吉利海峡，南至瓦兹省，东临埃纳省。
与戈尔日接壤的市镇（或旧市镇、城区）包括：贝尔纳维尔、贝尔讷伊、埃佩康、菲安维莱尔、朗什-圣伊莱尔、菲耶弗蒙勒莱。
戈尔日的时区为UTC+01:00、UTC+02:00（夏令时）。

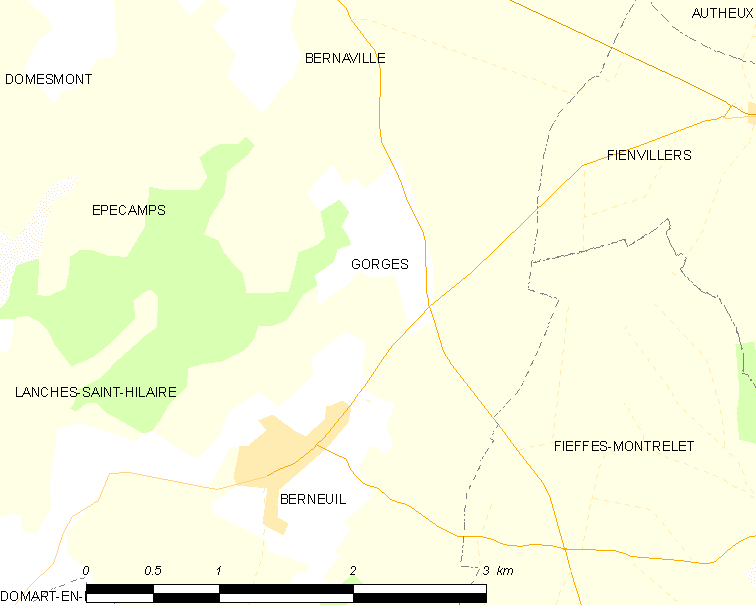
戈尔日的OSM定位图

## 行政
戈尔日的邮政编码为80370，INSEE市镇编码为80381。

## 政治
戈尔日所属的省级选区为杜朗县。

## 人口

1962-2008年间戈尔日人口变化图示

戈尔日于2022年1月1日时的人口数量为38人。